# Antivaleria
Antivaleria là một chi bướm đêm thuộc họ Noctuidae.

## Các loài
- Antivaleria viridimacula (Graeser, 1889)